# Rhaphidophora schlechteri
Rhaphidophora schlechteri är en kallaväxtart som beskrevs av Kurt Krause. Rhaphidophora schlechteri ingår i släktet Rhaphidophora och familjen kallaväxter. Inga underarter finns listade.